# Francis Capra

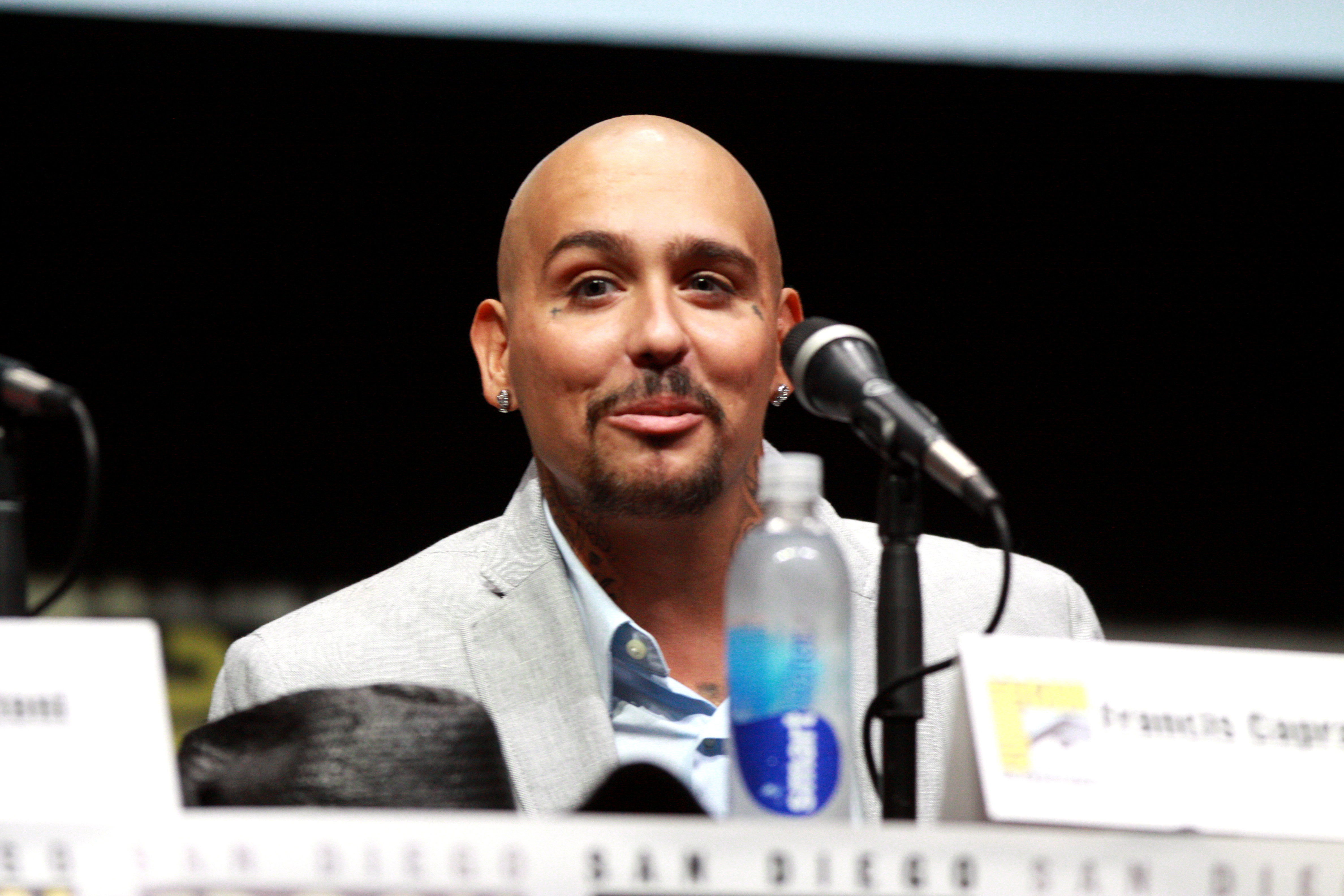
Francis Capra bei der Comic-Con 2013

Francis Capra (* 27. April 1983 in New York City, New York) ist ein US-amerikanischer Schauspieler.

## Leben
Francis Capra wurde am 27. April 1983 in New York als Sohn italienischer Einwanderer geboren. Er wuchs in der Bronx auf. Während seiner Kindheit saß sein Vater die meiste Zeit im Gefängnis, bevor er 2003 erschossen wurde. 1993 entdeckten ihn Robert De Niro und Chazz Palminteri während eines Castings für den Film In den Straßen der Bronx. Momentan lebt Capra mit seiner Mutter Ann Marie und den Geschwistern in Los Angeles, Kalifornien. Er hat eine ältere Schwester namens Chanel Capra (* 25. Juni 1978).
Nach mehreren Gastauftritten in verschiedenen Fernsehserien, hatte Capra 2003 in American Dreams erstmals eine wiederkehrende Gastrolle als Palladino. Von 2004 bis 2007 spielte er daraufhin als Eli „Weevil“ Navarro eine Hauptrolle der Fernsehserie Veronica Mars. 2008 hatte er eine wiederkehrende Rolle als Jesse Murphy in Heroes.

## Filmografie (Auswahl)
- 1993: In den Straßen der Bronx (A Bronx Tale, Film)
- 1995: Free Willy 2 – Freiheit in Gefahr (Free Willy 2: The Adventure Home, Film)
- 1996: Kazaam – Der Geist aus der Flasche (Kazaam)
- 1998: SLC Punk! (Film)
- 2001: Walker, Texas Ranger (Episode 9x13)
- 2001: So Little Time (Episode 1x04)
- 2002: The Shield – Gesetz der Gewalt (The Shield, Episode 1x12)
- 2003: O.C., California (The O.C., Episode 1x03)
- 2003: CSI: Vegas (CSI: Crime Scene Investigation, Episode 4x03)
- 2003: American Dreams (vier Episoden)
- 2003: 44 Minuten – Die Hölle von Nord Hollywood (44 Minutes: The North Hollywood Shoot-Out, Film)
- 2003: The Guardian – Retter mit Herz (The Guardian, Episode 3x09)
- 2004: Crossing Jordan – Pathologin mit Profil (Crossing Jordan, Episode 3x08)
- 2004: Without a Trace – Spurlos verschwunden (Without a Trace, Episode 3x01)
- 2004–2007: Veronica Mars (64 Episoden)
- 2005: Blind Justice – Ermittler mit geschärften Sinnen (Blind Justice, Episode 1x08)
- 2005: Für alle Fälle Amy (Judging Amy, Episode 6x21)
- 2006: Crank (Film)
- 2007: The Closer (Episode 3x07)
- 2007: Criminal Minds (Episode 3x04)
- 2008: Heroes (drei Episoden)
- 2008: Friday Night Lights (Episode 2x12)
- 2008: Sons of Anarchy (Episode 1x08)
- 2009: Navy CIS (NCIS, Episode 7x09)
- 2009: Blood and Bone (Film)
- 2009: Castle (Episode 1x09 Die verschwundene Tochter)
- 2010: Blue Bloods – Crime Scene New York (Blue Bloods, Episode 1x07)
- 2010: Bones – Die Knochenjägerin (Bones, Episode 6x09)
- 2012: Touch (Episode 1x09 Sphärenklänge)
- 2014: Veronica Mars (Film)
- 2014: The Strain (4 Episoden)
- 2014: Navy CIS: L.A. (NCIS: Los Angeles, 2 Episoden)
- 2018–2019: iZombie (3 Episoden)